# Desmosine
La desmosine est une structure moléculaire formée par l'association de quatre chaînes latérales de lysine. On la retrouve associée à l'élastine où elle forme des interconnexions (liaisons covalentes) entre les différentes fibres et participe ainsi à ses propriétés mécaniques.